# 徐震耀
徐震耀（？—？），乌程人，是一名清朝政治人物。荫生出身。
徐震耀曾于光绪五年（1879年）接替张文斌任邵武府知府一职，光绪十四年（1888年）由唐赞衮接任。